# Alyssa (bande dessinée)
Pour les articles homonymes, voir Alyssa (homonymie).
Alyssa est une série de bande dessinée humoristique décrivant le quotidien d'une jeune adolescente surdouée souhaitant et tentant de mener une vie « normale » pour s'amuser avec d'autres jeunes en même temps que ses passions personnelles en secret.
Écrite par Isabelle Bauthian et dessinée par Rebecca Morse, Alyssa a été éditée en album par Soleil entre 2014 et 2016, après pré-publication dans le mensuel Lanfeust Mag.

## Albums
- Alyssa, Soleil :

1. Un Q.I. de génie, 2014  (ISBN 978-2-3020-3696-3)[2].
2. Sélection naturelle, 2014  (ISBN 978-2-302-04239-1)
3. La Théorie de l'attraction, 2015  (ISBN 978-2-302-04767-9)[3].
4. Science et conscience, 2016  (ISBN 978-2-3020-5375-5)[4].